# جامعة أوريغون الشرقية

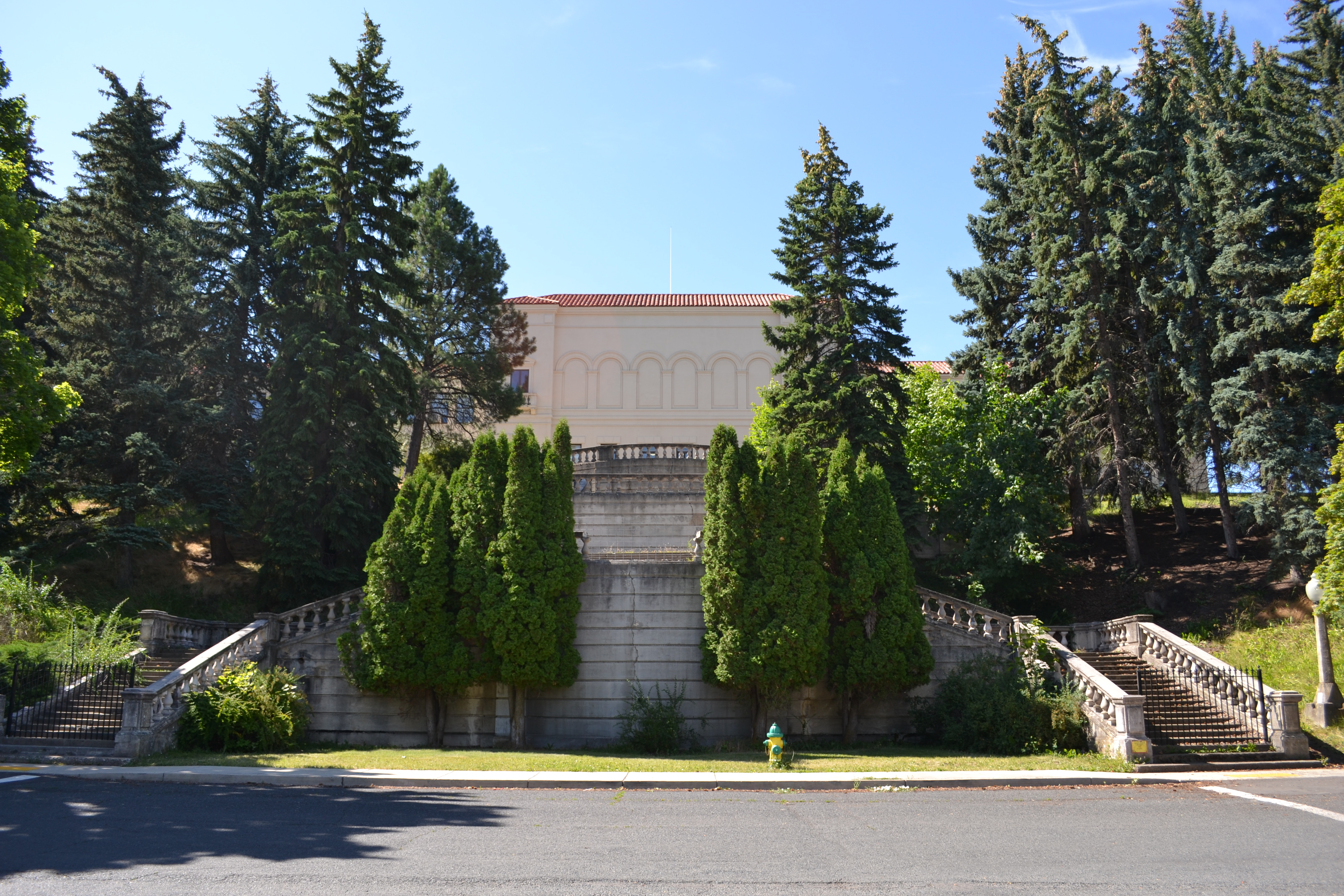
الدرج الكبير

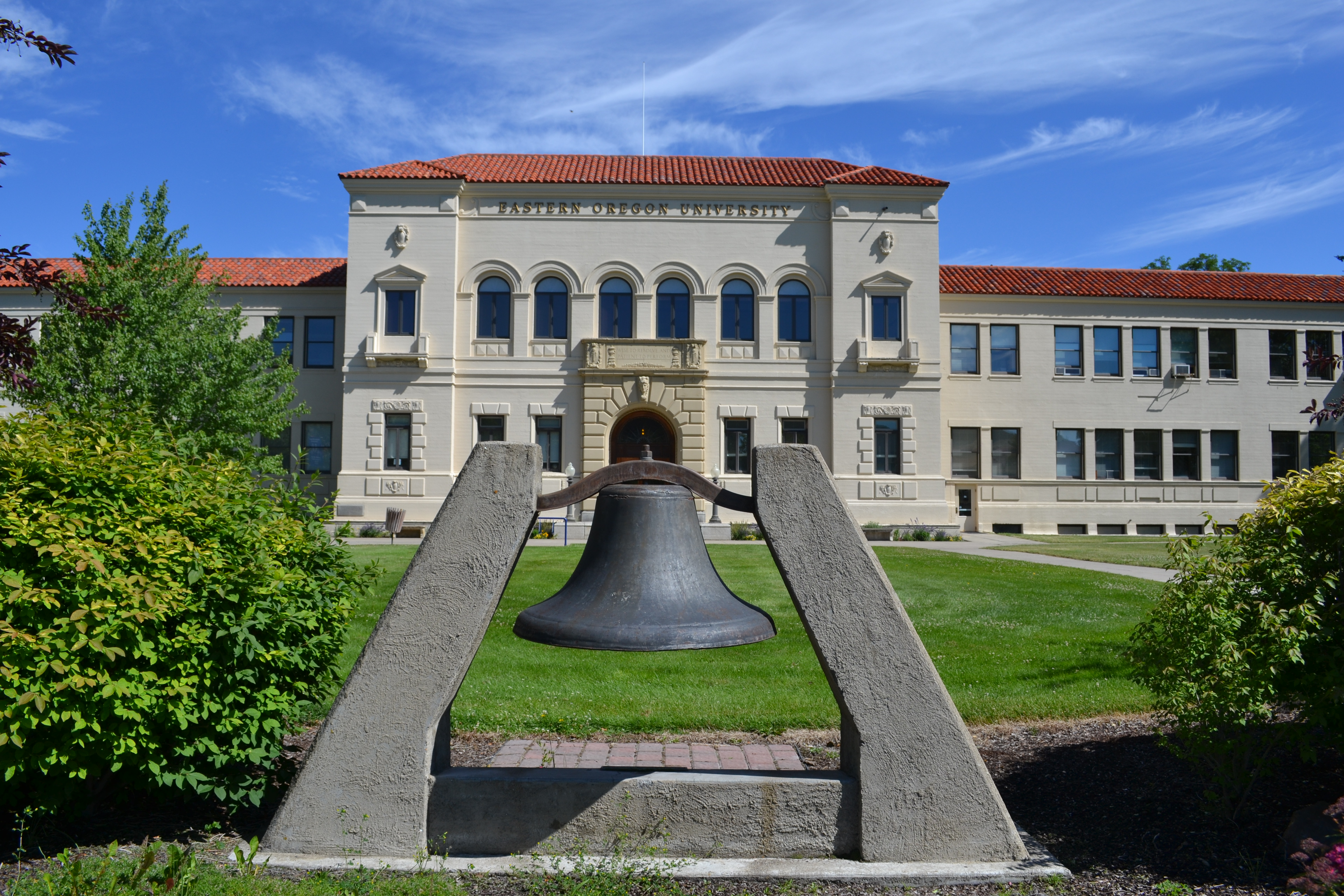
قاعة انلو

جامعة أوريغون الشرقية [[إنج|Estrern Oregon University]] هي جامعة عامة في لاغراندي، أوريغون، الولايات المتحدة. وهي واحدة من سبع جامعات للتعليم العالي في الولاية تمولها الدولة لمدة أربع سنوات. تقدم الجامعة شهادات البكالوريوس والماجستير. يحصل معظم الطلاب على درجة البكالوريوس، والتي تتطلب ربع العلوم، في حين أن درجة البكالوريوس تتطلب عامين من اللغة الأجنبية. في عام 2016م بدأت الجامعة أيضًا العمل لإدخال شهادة بكالوريوس مهنية في العلوم التطبيقية.

## أكاديميات
تقدم الجامعة عددًا محدودًا من التخصصات في المجالات التقليدية للفنون والعلوم والعلوم الاجتماعية والتعليم والأعمال. أدت انخفاض الميزانية إلى القضاء على جميع التخصصات باللغات الأجنبية، رغم أنه لا يزال هناك برامج ثانوية باللغة الإسبانية. تستهدف البرمجة الجديدة في المجالات المهنية مثل إدارة خدمات الحرائق، والأغذية العالمية والأعمال التجارية الزراعية، واحتياجات التوظيف الإقليمية.

### منظمة أكاديمية
تقدم الجامعة درجات البكالوريوس ودرجات الماجستير، ماجستير في إدارة الأعمال، ماجستير في التربية، ماجستير في التدريس. ومع ذلك، فإن معظم الدرجات الممنوحة هي في البكالوريوس (بكالوريوس العلوم). تقدم الجامعة برامج الأعمال والتعليم الابتدائي في الحرم الجامعي في جريشام بولاية أوريغون.
تتكون المدرسة من الكليات التالية مرتبة بحسب الحجم:
- كلية الأعمال
- كلية العلوم والتكنولوجيا والهندسة والرياضيات و العلوم الصحية
- كلية الآداب والعلوم الاجتماعية
- كلية التربية

تشتهر الجامعة بموقعها الجبلي وبرامجها الأكاديمية. بدأ برنامج القيادة في الهواء الطلق في خريف عام 2016.
بالإضافة إلى ذلك، توفر الجامعة العلوم العسكرية والعلوم الزراعية والتمريض في الحرم الجامعي بواسطة جامعات أخرى في ولاية أوريغون. تتوفر العديد من الدرجات بنظام التعليم عن بعد بالكامل.
قسم علم النفس في ولاية أوريغون الشرقية هو واحد من آخر البرامج الجامعية التي لا يزال لديه طلابا يستخدمون الحيوانات الحية في الدراسات السلوكية.

### أعضاء هيئة التدريس
يعمل في الجامعة أكثر من مائة عضو هيئة التدريس بدوام كامل.

### الاعتماد الاكاديمي
اعتمدت الجامعة من قبل اللجنة الشمالية الغربية للكليات والجامعات ، والجمعية الدولية لتعليم إدارة الأعمال الجماعية والمجلس الوطني لاعتماد تعليم المعلمين .

## الألعاب الرياضية
التميمة الخاصة بجامعة أوريجون الشرقية هي تسلق الجبال. وهي عضو في الرابطة الوطنية لألعاب القوى بين الكليات، وتنافس بشكل أساسي في مؤتمركاسكيد كولجيت، وذلك في الألعاب الرياضية التالية:
- كرة القدم للرجال
- كرة القدم للرجال والسيدات
- الرجال والنساء عبر البلاد
- الكرة الطائرة النسائية
- كرة السلة للرجال والسيدات
- البيسبول اللينة
- مضمار سباق الرجال والسيدات
- مصارعة الرجال والنساء

في عام 2005م انضمت جامعة أوريغون الشرقية لكرة القدم، وانضمت لبرنامج الرابطة الوطنية لألعاب القوى بين الكليات.
يلعب فريق كرة القدم في شرق أوريغون في ملعب المجتمع الموجود في الحرم الجامعي. يلعب فريق لاقراندي هاي سكول لكرة القدم أيضًا ألعابهم المنزلية هناك.
المدير الرياضي: أنجي فايسنفوه
مدير المعلومات الرياضية: لاين ديكستر
الرياضة البطيئة: لعبة الجولف للنساء والتزلج والبيسبول. بعض الألعاب الرياضية هبطت إلى رياضات الأندية مثل روديو والبولو.

## خريجون متميزون
- فؤاد العجمي، خبير في الشرق الأوسط ومستشار سياسي
- جيس بيلينجسلي، لاعب كرة القدم في اتحاد كرة القدم الأميركي، ديترويت ليونز
- رود تشاندلر، ممثل الولايات المتحدة من ولاية واشنطن
- تايروني قروس، لاعب كرة القدم السابق في اتحاد كرة القدم الأميركي ، سان دييقو تشارجر
- مايك كايل، مصارع؛ فنان القتال المختلط حاليا، بمجرد قاتل مرة في UFC [3]
- ويليام دي لوس سانتوس، مؤلف، شاعر، كاتب سيناريو ومخرج فيلم موشن (مسجل باسم ويليام هيلبرت)
- ديفيد بانويلو، دبلوماسي وعضو في الكونغرس من ميكرونيزيا [4]

### خريجون كبار في السن
حصل ليو بلاس البالغ من العمر 99 عامًا على شهادته في يونيو 2011م، مسجلاً رقماً قياسياً عالمياً. لقد ترك الدراسة قبل أقل من فصل دراسي واحد من التخرج وذلك في عام 1932م، عندما حدث الكساد العظيم وبدأ حياته المهنية كطالب.  توفي في أغسطس 2015، وذلك بعد وقت قصير من عيد ميلاده 104. 

## روابط خارجية
- الموقع الرسمي
- الموقع الرسمي لألعاب القوى